# Christmas Memories
Christmas Memories è un album in studio natalizio della cantante statunitense Barbra Streisand, pubblicato nel 2001.

## Tracce
1. I'll Be Home for Christmas (Kim Gannon, Walter Kent, Buck Ram) – 4:12
2. A Christmas Love Song (Alan Bergman, Marilyn Bergman, Johnny Mandel) – 3:57
3. What Are You Doing New Year's Eve? (Frank Loesser) – 3:54
4. I Remember (Stephen Sondheim) – 4:58
5. Snowbound (Russell Faith, Clarence Kehner) – 2:59
6. It Must Have Been the Mistletoe (Douglas Konecky, Justin Wilde) – 3:10
7. Christmas Lullaby (Ann Hampton Callaway) – 3:30
8. Christmas Mem'ries (Bergman, Don Costa)  – 4:45
9. Grown-Up Christmas List (David Foster, Linda Thompson) – 3:29
10. Ave Maria (Franz Schubert) – 4:42
11. Closer (Dean Pitchford, Tom Snow) – 3:58
12. One God (Ervin Drake, Jimmy Shirl) – 3:39